# Changchunsaurus parvus
Changchunsaurus parvus è un piccolo dinosauro erbivoro ritrovato nel 2005 in Cina, in strati del Cretacico inferiore. Conosciuto per alcune parti del cranio, questo animale è stato classificato come appartenente all'ordine degli ornitischi, sottordine ornitopodi. Nonostante sia vissuto in un'epoca piuttosto tarda, Changchunsaurus sembrerebbe essere stato un animale piuttosto primitivo. Alcuni lo considerano un rappresentante arcaico degli ipsilofodontidi.